# هنري سيمبسون
هنري سيمبسون هو مهندس معماري كندي، ولد في 1864، وتوفي في 1926 في تورونتو في كندا.